# Lumberton, Mississippi
Lumberton là một thành phố thuộc quận Lamar, tiểu bang Mississippi, Hoa Kỳ. Năm 2010, dân số của thành phố này là 2 086 người.

## Dân số
- Dân số năm 2000: 2 228 người.
- Dân số năm 2010: 2 086 người.